# 宮里 (名護市)
宮里（みやざと）は沖縄県名護市にある地名の一つ。

## 概要
沖縄本島北部の中心である名護市街の本部半島側の入口でもっとも西に位置する。名護市街の区域のほとんどがかつて名護町大兼久、のちの名護市字名護のに対し、もともと「名護町字宮里→名護市字宮里」というように独立していた。1993年に最初の住居表示実施で1丁目～6丁目がつけられ、2000年に7丁目が追加された。名護市内の住居表示実施地区では唯一、表示前の住所のほとんどが「名護市字名護」でない地域である（1丁目と7丁目の一部は元の住所が「字名護」だった。逆に元々「字宮里」だった一部が1996年の住居表示で大南に編入された）。
本土復帰直後の1970年代前半までは本部半島方面の通過地で名護湾に面した集落（西側は畑のみ）にすぎなかったが（名護湾に面した現在の国道58号あたりがかつての海岸線）、1975年の沖縄国際海洋博覧会を機にアクセス道路として本部循環線のバイパス（現在の国道58号）が建設され、現在の2丁目が埋め立てられ、町が変わり始めた。埋立地には野球場をはじめとする屋外のスポーツ施設や野外ステージなど大規模な公園が建設され「21世紀の森」と名づけられた。沖縄県内で最初のプロ野球のキャンプを始めたのもこの地だった（日本ハムファイターズ→北海道日本ハムファイターズ・1978年～）。
1980年代に入り、1982年に国道58号の名護バイパスが部分開通すると、これまで城区の繁華街を経由していた海洋博公園や本部町方面の車が繁華街を避けて本部循環線バイパス（当時は国道449号）を通ってこのバイパスに流れるようになり、車の流れもこちらに移るようになった。そして1986年に名護バイパスが全線開通すると、本部町や海洋博公園だけでなく沖縄本島最北端の辺戸岬をはじめ山原とよばれる国頭村方面もこちらに移るようになり、本島北部の交通の要所（結節点）は完全に移った（1987年に国道58号は名護市街の中心地を経由するルートから市街地の外側をかすめるバイパスルートに変更された）。バイパス開通後は車の流れが移っただけでなく、バイパスの外側にバスターミナルや国の出先機関が移転したほか、1990年代からはバイパス沿いに大型スーパーなど商業施設が次々と進出し本島北部地域の買い物の中心も移るようになった。現在市内の重要な交差点である宮里3丁目交差点（国道58号と449号が交差）と白銀橋交差点（国道58号と沖縄県道84号名護本部線が交差）はこの宮里地域にあり、休日を中心に渋滞も発生する。
しかし、町が変わったのは集落を包み込むように建設されたバイパスとその周辺だけで、元々住宅地であるバイパスの内側の集落は道路が整備された以外大きく変わっていない（特に1丁目や3丁目）。それでも7丁目辺りは元々畑だったため、隣の大北や大西、為又と並んで土地の区画整理で大きく変わった。なお2丁目は全域が21世紀の森公園であるため無住地域である。また住居表示実施地区は国道58号より内側と名護湾岸沿いで、名護バイパスより外側は未実施地区で「名護市字宮里」のままである（これらの地域は宇茂佐や為又との境界線をまたがっているため、今後新たに住居表示が実施されるなら、宮里でなくなる可能性もある）。

## 主な施設

### 宮里1丁目
- 沖縄振興開発金融公庫北部支店
- 名護市営庭球場（テニスコート）

### 宮里2丁目
- 21世紀の森公園
  - 名護市営球場（タピックスタジアム名護）
  - サッカー・ラグビー場
  - 野外ステージ

### 宮里3丁目
- ヤマト運輸名護営業所
- ホテル21世紀

### 宮里4丁目
- JAおきなわ名護支店

### 宮里5丁目
- 名護市立中央図書館
- 名護市立大宮小学校

### 宮里6丁目
- タウンプラザかねひで大宮店（スーパー）

### 宮里7丁目
- 名護市立大宮中学校
- 沖縄銀行大宮支店
- 名護自動車学校
- 洋服の青山新名護店
- 沖縄ツーリスト名護支店
- ヤマダ電機テックランド名護店

### 字宮里
400番地台
- 那覇地方裁判所名護支部
- 那覇家庭裁判所名護支部
- 名護簡易裁判所
- 那覇地方検察庁名護支部
- 名護区検察庁
- 那覇地方法務局名護支局
- 第十一管区海上保安本部名護海上保安署
- 沖縄気象台名護測候所（無人測候所）
- 名護バスターミナル
- 名護市国際交流会館
- ホテルゆがふいんおきなわ

その他
- マックスバリュ名護店
- マクドナルド名護宮里店（沖縄県内の店舗としては最北端）
- カメラのキタムラ名護店
- メガネの三城名護店
- 沖縄海邦銀行やんばる支店

## 交通

### 道路
- 国道58号
- 国道449号
- 沖縄県道84号名護本部線
- 沖縄県道91号本部循環線

### 路線バス
名護バスターミナルが沖縄本島北部の路線バスすべて発着しているほか、那覇市やうるま市方面の長距離路線バス、高速バスも発着している。
また宮里地域内にはバス停が5ヶ所ある（宮里・第一宮里・宮里1丁目・宮里3丁目・第二名座喜原）。
- 20番・名護西線（琉球バス交通・沖縄バス共同運行）
- 22番・名護うるま線（沖縄バス）
- 65番・本部半島（渡久地廻り）線（琉球バス交通・沖縄バス共同運行）
- 66番・本部半島（今帰仁廻り）線（琉球バス交通・沖縄バス共同運行）
- 67番・辺土名線（琉球バス交通・沖縄バス共同運行）
- 70番・備瀬線（琉球バス交通・沖縄バス共同運行）
- 72番・屋我地線（琉球バス交通・沖縄バス共同運行）
- 76番・瀬底線（琉球バス交通・沖縄バス共同運行）
- 77番・名護東（辺野古経由）線（沖縄バス）
- 78番・名護東部線（琉球バス交通・沖縄バス共同運行）
- 111番・高速バス（琉球バス交通・沖縄バス・那覇バス・東陽バス4社共同運行）　名護バスターミナル発着のみ
- 117番・高速バス（美ら海直行）（琉球バス交通・沖縄バス・那覇バス3社共同運行）　名護バスターミナルのみ
- 120番・名護西空港線（琉球バス交通・沖縄バス共同運行）

さらに、やんばる急行バスは名護バスターミナル内に乗り入れない代わりに近くに「名護バスターミナル前」として独自の停留所が設置されている（一部通過あり）。

## 隣接する地域
- 港
- 大南
- 大西
- 大北
- 宇茂佐
- 宇茂佐の森
- 為又